# Adam de Rottweil
Adam de Rottweil (Rottweil, segle xv – ?, segle xv), fou un tipògraf alemany del segle xv, conegut per les seves obres impreses a la República de Venècia i a altres estats d'Itàlia.
Donà a la impremta un vocabulari italià-alemany, titulat Introito e porta de quele que voleno imparare e comprendere todesco o latino, cioè taliano, que conté unes tres mil lemes italians i uns altres tants en alemany, en columnes. Els lemes no estan distribuïts alfabèticament, com en els diccionaris moderns, sinó per tema o matèria. A aquests mots solts s'hi afegeixen algunes frases fetes, d'acord amb el que podien ésser les necessitats d'un viatger d'aleshores. Aquest vocabulari tingué successives edicions i versions posteriors, normalment sota el títol d'Utilissimus vocabulista, en les quals es reutilitzava el material i se substituïa l'italià per altres llengües, com el llatí, el francès o l'espanyol. Una de les edicions de l'Introito e porta, que segurament no fou la primera, serví de font per al Vocabolari molt profitos per apendre Lo Catalan Alamany y Lo Alamany Catalan de Joan Rosembach (amb un títol clarament traduït del d'Utilissimus vocabulista). Rosembach substituí el text italià pel català, tot mantenint-ne les equivalències en alemany i també la distribució en capítols per tema o matèria, abans esmentada, que coincideix amb la de l'Introito.